# Cousinia transoxana
Cousinia transoxana là một loài thực vật có hoa trong họ Cúc. Loài này được Tscherneva mô tả khoa học đầu tiên năm 1962.